# R.O.S.E. (Jessie J)
R.O.S.E. è il quarto album in studio della cantautrice britannica Jessie J, pubblicato in quattro EP dal 22 al 25 maggio 2018.
I quattro EP sono: R (Realisations), O (Obsessions), S (Sex) e E (Empowerment).

## Descrizione
Dopo l'uscita di Sweet Talker, Jessie J, iniziò ad avere difficoltà con la scrittura e la creazione di nuova musica. In un'intervista con Billboard, ha dichiarato:

## Singoli
Il primo singolo estratto dall'album è Queen, pubblicato il 17 novembre 2017. Il videoclip della canzone, diretto da Marc Klasfeld è stato pubblicato il 17 maggio 2018.

### Singoli promozionali
L'album è stato supportato anche dai singoli promozionali: Real Deal, svelato in collaborazione con M&M's e Incredibox, Think About That e Not My Ex.

## Tracce
R.O.S.E. (Realisations)
1. Oh Lord (Interlude) – 1:37 (Jessica Cornish, Darhyl Camper Jr.)
2. Think About That – 3:13 (Jessica Cornish, Thaddis Harrell)
3. Dopamine – 3:17 (Jessica Cornish, Darhyl Camper Jr.)
4. Easy on Me – 4:59 (Jessica Cornish, Darhyl Camper Jr.)

R.O.S.E. (Obsessions)
1. Real Deal – 4:15 (Jessica Cornish, Thaddis Harrell, Jonathan Veliotes Jr.)
2. Petty – 3:02 (Jessica Cornish, Darhyl Camper Jr.)
3. Not My Ex – 3:30 (Jessica Cornish, Darhyl Camper Jr.)
4. Four Letter Word – 4:16 (Jessica Cornish, Darhyl Camper Jr.)

R.O.S.E. (Sex)
1. Queen – 3:24 (Jessica Cornish, Darhyl Camper Jr.)
2. One Night Lover – 4:04 (Jessica Cornish, Darhyl Camper Jr.)
3. Dangerous – 4:00 (Jessica Cornish, Darhyl Camper Jr.)
4. Play – 3:07 (Jerry Fuller, David Foster, Cheryl Lynn, David Paich)

R.O.S.E. (Empowerment)
1. Glory – 3:28 (Jessica Cornish, Darhyl Camper Jr.)
2. Rose Challenge (Interlude) – 0:55 (Jessica Cornish, Darhyl Camper Jr.)
3. Someone's Lady – 4:28 (Jessica Cornish, Darhyl Camper Jr.)
4. I Believe in Love – 3:49 (Jessica Cornish, Darhyl Camper Jr.)

## Formazione

### Esecuzione
- Jessica Cornish – voce, cori, compositrice
- Darhyl Camper – compositore
- Thaddis Harrell – compositore
- Jonathan Veliotes Jr. – compositore
- Jerry Fuller – compositore
- David Foster – compositore
- Cheryl Lynn – compositrice
- David Paich – compositore

### Tecnico
- Darhyl Camper – programmazione, produzione
- Kuk Harrell – produzione
- Hitmaka – produzione
- Bongo ByTheWay – produzione
- Simone Torres – ingegneria
- Sauce Miyagi – ingegneria
- Jaycen Joshua – missaggio
- David Nakaji – assistenza al missaggio
- Iván Jiménez – assistenza al missaggio
- Maddox Chimm – assistenza al missaggio

## Date di pubblicazione
| Titolo           | Data           | Etichetta |
| ---------------- | -------------- | --------- |
| R (Realisations) | 22 maggio 2018 | Republic  |
| O (Obsessions)   | 23 maggio 2018 | Republic  |
| S (Sex)          | 24 maggio 2018 | Republic  |
| E (Empowerment)  | 25 maggio 2018 | Republic  |